# イギリス領インド帝国

インド
British Raj (英語)
ब्रिटिश राज (ヒンディー語)
برطانوی راج (ウルドゥー語)

国歌: God Save the Queen（英語）
国王陛下万歳

インドの版図（1909年）

イギリス領インド帝国（イギリスりょうインドていこく、英語: British Raj、ヒンディー語：ब्रिटिश राज）は、1858年にイギリスがインド亜大陸に成立させた帝国。1877年以降はイギリス王がインド皇帝を兼ねる同君連合の形式が取られたが、事実上イギリスの植民地であった。英領インド、英印とも呼ばれる。
その領域は今日のインド・パキスタン・バングラデシュ・ミャンマーも版図とした。

## 概要

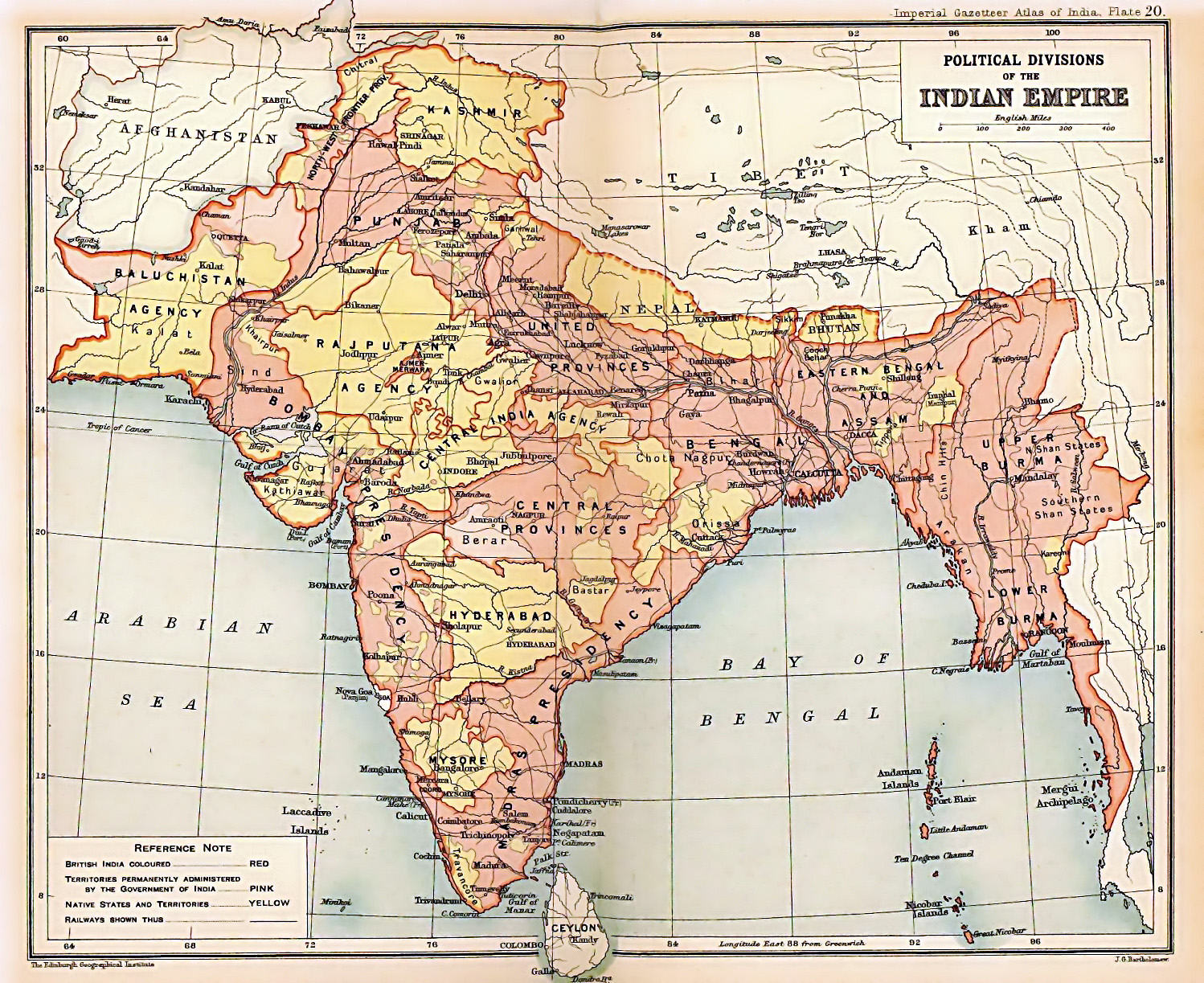
インド帝国の地方行政区画（1909年）

アジアにおいてイギリスは、1796年には現スリランカを併合、1814年から1816年のグルカ戦争によってネパールを保護国にした。また、1824年から3次に及んだイギリス・ビルマ戦争の結果、ビルマ（現・ミャンマー）を奪取し、1886年から1937年までイギリス領インド帝国の版図に組み込んでいた（イギリス領ビルマの独立は1948年）。イギリス領インド帝国はカナダやオーストラリアといったイギリス帝国内の自治領とは異なり、名目上は独立国とされた。第一次世界大戦および第二次世界大戦には連合国として参戦し、国際連盟、国際連合ともに原加盟国である。
そして1858年、インド大反乱（シパーヒーの乱）の後、イギリスはムガル帝国の君主を廃し、イギリス東インド会社を解散させ、インドをイギリスの直轄植民地とした。そのうえで、本国イギリスにはインド省が、現地には「副王（英語: viceroy）」の称号を持つイギリス人総督が置かれ、1877年にはイギリス国王（当時はヴィクトリア女王）がインド皇帝を兼任するようになった。
国内は直轄州と大小552の藩王国にわかれており、軍隊（英印軍）も存在した。
1923年、イギリスはネパールとの友好条約でその地位を保護国ではなく独立国として認めた。大戦後、1947年にインドとパキスタンが分離独立し、解体した。
なお、セイロンはイギリス東インド会社のマドラス管区に編入されていた時期もあったが、インド帝国が存在していた期間は一貫してイギリス直轄植民地（イギリス領セイロン）であり、インド帝国には属していない。

## 地方行政区画
20世紀になる頃のインド帝国の直轄領は、州知事あるいは州準知事が統治する8つの州から構成されていた。1905年のベンガル分割令において、ベンガル州は、東ベンガル及びアッサムと西ベンガルの2つに分割されたが、1911年に、東西ベンガルは再統一され、さらに、ビハール州、オリッサ州が新設された。

### 主要8州
| イギリス領インド帝国の州                                                                                  | 面積 (平方km) | 人口 (1901年) (百万人) | 州の最高責任者 |
| --- | ------------- | ---------------------- | -------------- |
| ビルマ州（現在のミャンマー）                                                                              | 440,000       | 9                      | 準知事         |
| ベンガル州 （現在のバングラデシュ、西ベンガル州、ビハール州、ジャールカンド州、オリッサ州）               | 390,000       | 75                     | 準知事         |
| マドラス州                                                                                                | 370,000       | 38                     | 知事           |
| ボンベイ州                                                                                                | 320,000       | 19                     | 知事           |
| 連合州 （現在のウッタル・プラデーシュ州、ウッタラーカンド州）                                             | 280,000       | 48                     | 準知事         |
| 中央州とベラール                                                                                          | 270,000       | 13                     | 政務長官       |
| パンジャーブ州                                                                                            | 250,000       | 20                     | 準知事         |
| アッサム州 （現在のアッサム州、アルナーチャル・プラデーシュ州、メーガーラヤ州、ミゾラム州、ナガランド州） | 130,000       | 6                      | 政務長官       |

### それ以外の直轄領
主要8州以外にも、政務長官が統治する複数の州が存在した。
| 小さい県                    | 面積 (千平方マイル) | 人口 (千人) | 州の最高責任者                 |
| --------------------------- | ------------------- | ----------- | ------------------------------ |
| 北西辺境州                  | 16                  | 2,125       | 政務長官                       |
| バローチスターン州          | 46                  | 308         | バローチスターン担当政務長官   |
| クールグ                    | 1.6                 | 181         | マイソール担当政務長官         |
| アジュメール-メールワーラー | 2.7                 | 477         | ラージプーターナー担当政務長官 |
| アンダマン・ニコバル諸島    | 3                   | 25          | 政務長官                       |

### 藩王国
チャールズ・キャニングの改革により、反乱の原因の一つとなった、前総督ダルハウジー侯爵が濫用した「失権の原理」は廃止され、無嗣を理由とする藩王国の断絶は回避されることとなった。またイギリス政府は、藩王としての「権利、権威、名誉」を尊重することで、藩王国の領域を間接的に支配することに成功した。ただ、藩王国の規模の大きさは大小さまざまであり、ニザーム藩王国（デカン高原）、マイソール藩王国（南インド）、トラヴァンコール藩王国（現在のケーララ州）、ジャンムー・カシミール藩王国（北インド）がその代表として挙げられる。
藩王国の内政に関するイギリス側駐在官の権限は日常的な業務への干渉のみならず、大臣の罷免、任命権にまで及んだ。イギリスの干渉の理由としては、第一に藩王国と帝国の一体化をイギリスが望んだこと、第二に多くの藩王国内において民主的、民族主義的な運動が高揚したことが挙げられる。またイギリスは、藩王国内における一体性が保たれていなかったことから、分割支配を試みた。
同様の政策が1886年から帝国の一州に組み込まれたビルマにも適用され、コンバウン朝より自立していたシャン族、カヤー族、カチン族の有力者にはイギリスの主権を承認することと引き換えに藩内での行政権が認められた。

## 歴史

### キャニング総督からリポン総督の時代（1858年 - 1884年）

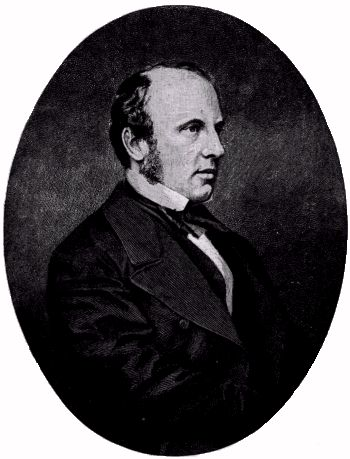
チャールズ・キャニング。初代インド副王に就任した

インド大反乱を鎮圧したイギリス政府は、1858年8月2日、インド統治改善法を可決した。インド統治改善法により、イギリス東インド会社が保有していた全ての権限はイギリス国王に委譲されることとなった。また、イギリス本国ではインド担当国務大臣のポストが新設され、その補佐機関として、インド参事会が設けられた。また、かつてのベンガル総督がインド総督となり、肩書きに「副王」の称号が付与された。11月1日、チャールズ・キャニング（就任期間:1858年11月1日-1862年3月21日）が初代の「副王」に就任した。
同日ヴィクトリア女王が発した宣言により、インド統治の基本方針が内外に闡明された。そこでは、東インド会社によって締結された条約や協定の存続に努めること、インドの土侯の権利、威信、名誉を尊重すること、女王が他の臣民に対して負っている義務をインド住民に対しても負うこと、キリスト教を強制しないこと、臣民は人種と信仰の如何を問わず官職に就けること、祖先伝来の土地に関する権利の保障を望むこと、インドの平穏が回復されたら平和産業を促進し、公共の福祉と改善の事業を推進することを願うこと、等が謳われた。
キャニング卿によるインド統治の方法は、推定されうる反乱の要因を摘み取るものであったため、インド大反乱の要因となった「養子縁組の否定」を否定した。その結果、インドは、藩王の地位は保証されることとなり、インドの人口の約3分の1が約500人の藩王による間接統治に置かれることとなった。このことは、過去の封建体制の有力者をイギリス統治の防波堤として重視しつつ、議会主義の理念や自由主義的政治理念をもって、インドを統治するという、矛盾を孕んだものであった。しかし、このことにより、キャニングは、インド統治の確立に成功した。
第2代副王であるエルギン伯爵ジェイムズ・ブルース（就任期間:1862年3月21日-1863年11月20日）がインドで客死したため、シク戦争などインドでの経験が豊富であったサー・ジョン・ローレンス準男爵（就任期間:1864年1月12日-1869年1月12日。退任後初代ローレンス男爵）が急遽、イギリス本国からインドに赴任することとなり、第3代副王となった。ローレンスは、内政面では、インド人への教育機会の拡大を図った。とはいえ、ローレンスはインド人を高等公務員に就任することに関しては制限を続けた。一方外交面では、アフガニスタンやペルシャ湾岸地域への介入を回避しながらもブータン戦争を実施し、勝利した。経済面では、オリッサやラージプーターナーで飢饉が発生した（それぞれはオリッサ飢饉 (1866年)、ラージプーターナー飢饉 (1869年)を参照）。
1877年、第5代副王ロバート・ブルワー＝リットン (初代リットン伯爵)（就任期間1876年4月12日-1880年6月8日）が、ムガル帝国の古都デリーで「帝国会議」(デリー・ダルバール)を主催し、ヴィクトリアのインド女帝即位が発表された。この会議の目的は、藩王、地方豪族、都市の有力者を体制内に取り込むことであった。リットン卿の時代には、アフガニスタンとの最終的な衝突が展開され、また、インド国内では、525万人が餓死するインド大飢饉が発生する など、インド国内の経済は混乱した時代でもあった。

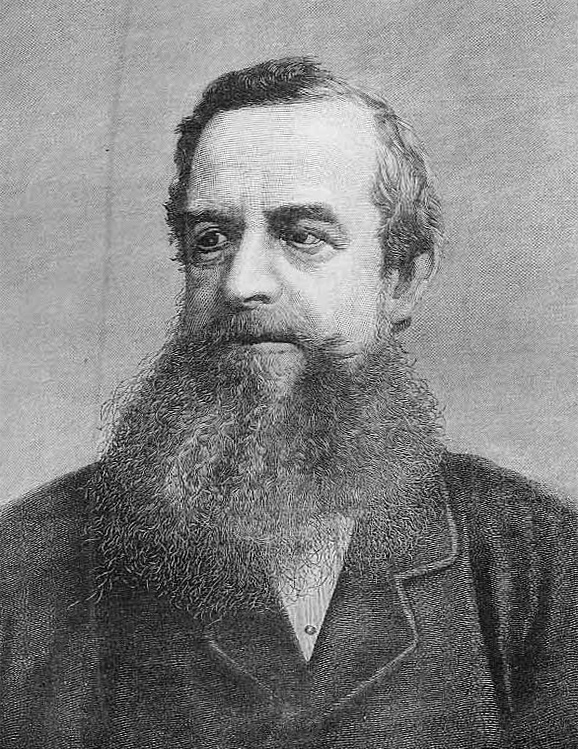
ジョージ・ロビンソン (初代リポン侯爵)

リットン卿によるアフガニスタン侵攻は、イギリス本国において、政変へと発展した。当時イギリス本国で首班を務めていたディズレーリが総選挙で敗北し、第2次グラッドストン内閣が発足すると、ジョージ・ロビンソン (初代リポン侯爵)が第6代副王に就任した。
リポン卿は、インドで西洋式教育を受けた階層から大きな支持を受けた。リットン卿が1878年に制定した出版物規制のための法律である「土着言語出版法」を廃止し、1882年には部分的にではあるが、選挙で選出された議員から構成される自治制度の大枠を作成した。しかし、リポン卿は、自らの統治の後半、「イルバート法案」を廃案にしたことで、インド人の反感を買う結果を招いた。この法案は、イギリス管区の首都ではインド人判事がヨーロッパ人を裁くことができるが、他の地方ではそれができない状態を改善するための法案であったが、インド在住のヨーロッパ人の反対の世論に屈服し、廃案になった。

### ダファリン総督からエルギン総督の時代（1885年 - 1899年）
第7代副王として、初代ダファリン伯爵フレデリック・ハミルトン＝テンプル＝ブラックウッド（就任期間:1884年12月13日-1888年12月10日）が就任した。第三次イギリス・ビルマ戦争が1885年に始まったが、翌年この戦争はイギリスの勝利に終わり、ビルマの植民地化が完成した。
ダファリン時代の1885年に、今後のインドの政治を主導するインド国民会議が結成された。リポン時代にイルバート法案が廃案されていたこと、「富の流出」が進んでいたこと、当時のインド人が高級官僚に昇進することが困難であったこと が、結成の要因として挙げられる。とはいえ、インド国民会議に参加したのは、ヒンドゥーがほとんどであり、イスラーム教徒の参加はほとんどなかった。また、穏健的な政治活動で出発した国民会議は、バール・ガンガーダル・ティラクが参加したことにより急進化する。1893年には、ヒンドゥーとムスリムの間では、西インド、連合州、ビハール州、ビルマのラングーンと広範囲にわたる暴動が発生し、100人以上が死亡する事態となった。牛を神聖視するヒンドゥーは、牛の保護を求めて行動し、肉屋のほとんどがムスリムであったために、この問題を契機に自らのそのほかの権利も剥奪することを恐れたことが暴動の原因であった。
19世紀最後の10年間は、1896年と1899年の大飢饉（英語版)、1890年代のペストの大流行とイギリス側に失政が目立った時代であった。

### カーゾン総督からミントー総督の時代（1899年 - 1910年）

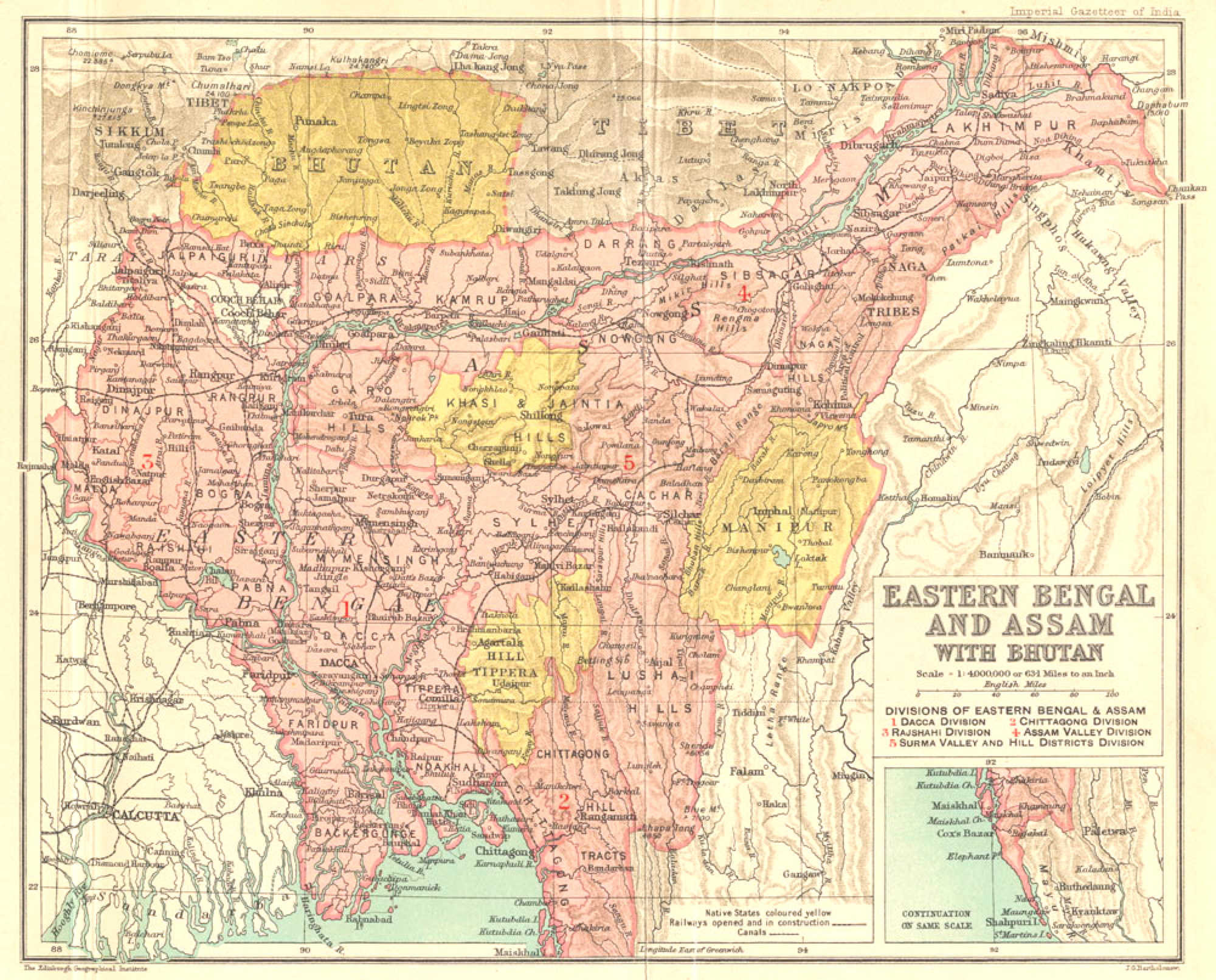
1907年から1909年のベンガル地方の地図

1899年、カーゾン卿（就任期間:1899年1月6日-1905年11月18日）が第11代副王として就任した。カーゾン卿は外交面では、1903年にチベットに初めて外交使節を派遣した。また、アフガニスタンとの国境線で常に不安定であった北西部において、「北西辺境州」を設置することで、治安の回復を図った。内政面においては、肥大化した官僚制度の整理、商工省の新設、インド考古学研究所の設立 を実施した。
しかし、カーゾン卿の統治政策の本性は、1904年のインド大学法と1905年のベンガル分割令によって、明らかとなった。インド大学法において、官吏の統制が強化され、インドにおける高等教育の発展が阻害された。ベンガル分割令において、ベンガルを二分し、ベンガル東部とアッサム地方でもって東ベンガル州を新設し、ベンガル西部とオリッサ州、ビハール州とを合わせて西ベンガル州を新設することで、それぞれの州の多数派をムスリムとヒンドゥーにしてしまうことで、ベンガルで盛り上がっていた反英運動を分断することにあった。ベンガル分割令は、1911年に撤回されるが、それは分割したベンガル州を再統一し、ベンガル、オリッサ、ビハール、アッサム各州に自治権を与えるという、いわば、ベンガル人に対して妥協がなされる形となった。
1905年、カーゾンが辞任し、第12代副王として第4代ミントー伯爵ギルバート・エリオット＝マーレイ＝キニンマウンド（就任期間:1905年11月18日-1910年11月23日）が就任した。ミントー卿は各地で起こっていた反英運動を徹底的に弾圧した。1906年、ジョン・モーリーインド担当国務大臣が尊敬する、国民会議「穏健派」のゴーパール・クリシュナ・ゴーカレーが議長に就任するが、ティラクを中心とする「急進派」が過激活動を展開した。ティラクは1907年逮捕され、6年の懲役を受け、マンダレーへ流されることで、国民会議は穏健派が支配することとなったが、国民会議は分裂により、急速に求心力を失う結果となった。
また、ミントー卿は、ヒンドゥーとムスリムの分断を図った。教育を受けたムスリムの一部、有力なムスリムの太守、地主の間で共有されていた分離主義・親英的な人々 を後押しする形で、1906年、全インド・ムスリム連盟が結成された。全インド・ムスリム連盟は、ベンガル分割令を支持し、国民会議のあらゆる主張全てに反対した。

### ハーディング総督からチェムズファド総督の時代（1910年 - 1921年）

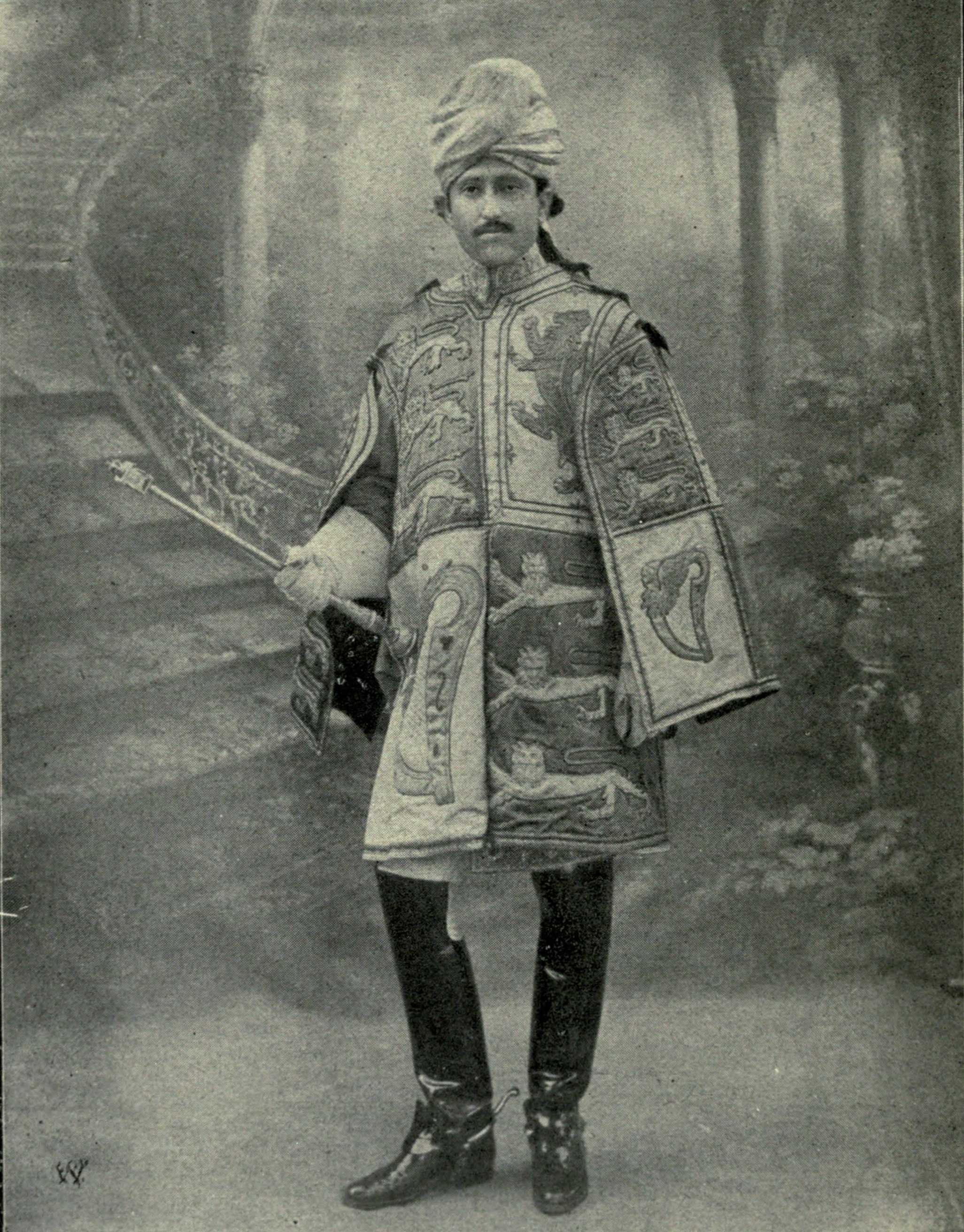
1911年のデリー・ダルバールに参列したマリク・ウマル・ハヤート・ハーン。パンジャーブ地方の有力者である。

ハーディング卿（就任期間:1910年11月23日-1916年4月4日）が第13代副王として就任すると、その翌年、ジョージ5世とメアリー王妃がインドを訪問し、デリーにおいて、戴冠式典が挙行された。イギリス国王がインド帝国時代にインドを訪問したのはこれが最初で最後であり、その式典で、カルカッタからデリーへの遷都が宣言された。
ハーディング総督時代のインド政治を左右したのは当時の国際情勢であった。1911年から始まった伊土戦争とそれに続く2度のバルカン戦争により、オスマン帝国の宗教的権威が大きく揺らぐこととなった。ムスリム大衆の間には親トルコ的感情が生まれることとなり、後に、オスマン帝国が第一次世界大戦で敗れると、ヒラーファト運動へと発展することとなった。
1914年、第一次世界大戦が開戦すると、6月に釈放されていたティラクをはじめ、多くの民族主義指導者はイギリスへの支持を打ち出した。ティラクをはじめとする彼らの期待は、インドのイギリスによる支持は、終戦後、結果として、インドへの大幅な自治が認められるという期待に基づいていた。100万人以上のインド人が徴兵に応じ、フランス、中東で戦死した。
大戦期、インド経済は極度のインフレーションと重税に直面することとなり、民族主義的な政治運動が展開される環境が整った。その結果、「自治連盟（Home Rule Leagues）」によるインド政界の活性化、革命的な運動の展開 が見られるようになった。前者の活動を指導したのは、1つは、ティラクを中心とする勢力であり、もう1つは、イギリス人女性アニー・ベサントであった。後者の革命的活動はベンガル、マハーラーシュトラから、全北インドに広がりを見せた。
インドにおける民族意識の高揚、かつての分裂が無意味であることを自覚したティラクは国民会議の再統合を促した。その結果、1916年のラクナウ大会では、国民会議の再統合の達成と全インド・ムスリム連盟との対立関係は解消された。国民会議と連盟の間では、ラクナウ協定が締結され、両者の協力関係が確認された。しかし、ラクナウ協定の意義は、分離選挙制度に基づく政治改革であったことから、インド政治に宗派主義が復活する可能性を残した。

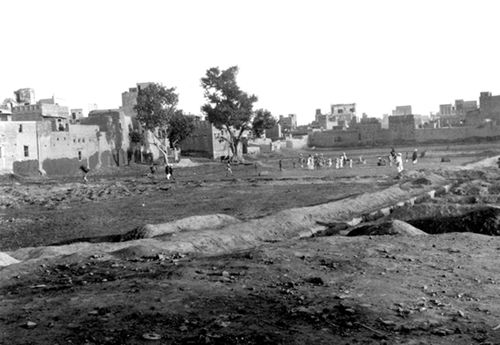
アムリットサル事件

イギリスはヒンドゥー、ムスリムの二大勢力が大同団結した事態を重く見て、1917年8月20日、エドウィン・サミュエル・モンタギューインド担当国務大臣により、モンダギュ宣言が発表された。イギリスは植民地インドの即時独立を容認することはなく、全人的に自治権を拡大させる政策を採った。モンタギューとチェムズファド第14代副王（就任期間:1916年4月4日-1921年4月2日により、モンタギュー＝チェルムスフォード報告と呼ばれる改革を推進することで、インドの民族主義者の懐柔と同時に、1919年には、ローラット法が可決され反英主義者の弾圧も行う姿勢を見せるようになった。ローラット法が適用されて展開された悲劇がアムリトサルの虐殺である。
しかし、この時代、インド独立運動では大きな転換点、世代交代を迎えた。今までの独立運動を指導してきたティラクの死亡、南アフリカからのモハンダス・カラムチャンド・ガンディーの帰国である。

### リーディング総督時代（1921年 - 1926年）

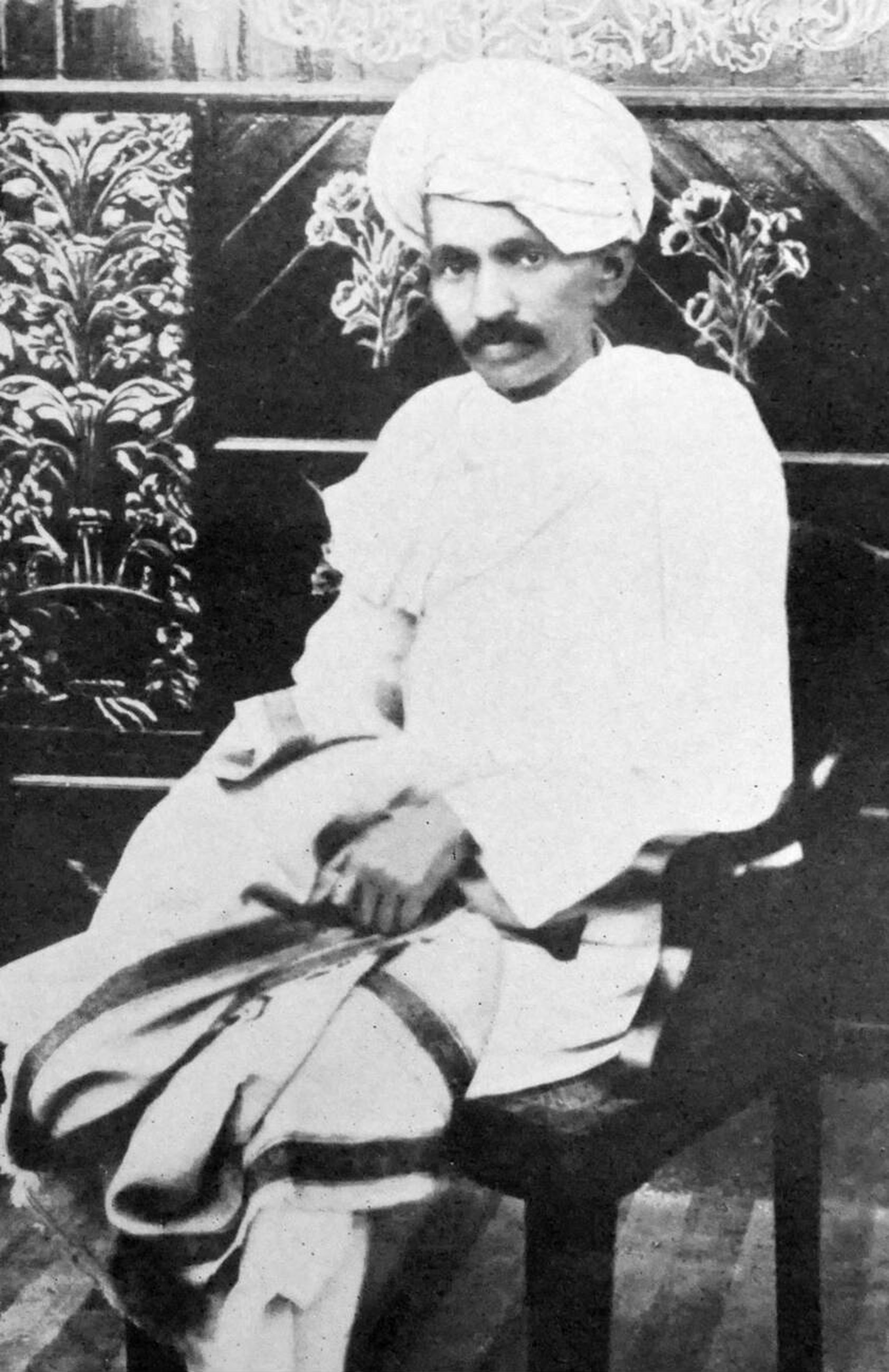
グジャラート州・ケーダー県で活動していた際のガンディー

ガンディーが南アフリカから帰国したのは、1915年のことである。帰国した後のガンディーは、インド各地を回り、インドの現状の把握を理解した。インドにおけるガンディーの闘争の歴史は、1917年のチャンパーラン・サティヤーグラハとその翌年のアフマダーバードの工場ストライキ（英語版）で始まる。チャンパーランでの闘争において、ガンディーの市民的不服従運動は勝利を収め、アフマダーバードの工場ストライキにおいて、インド人の政治的覚醒を促すことに成功する。
アムリトサル事件以降、ガンディーは国民会議派の支持を集めることに成功した。糸をつむぐ姿のガンディーとはもっとも相容れない資本家層の支持も取り組むことに成功したことで、インド独立闘争は、第三段階へと移行することとなった。とりわけ、ガンディーを支持したのは、人口が稠密であるビハール州と連合州であった。
一方で、ガンディーを支持しなかった層が存在したことも確かである。1つが各地の藩王国や人口密度が極めて低い山間部である。これらの地域にはガンディーの主張が正しく伝わらなかった。その理由は国民会議の運動員の中心は都市部の学生であったこと、そのため、前述の地域に赴くことができなかったこと、赴くことができなかったのは、鉄道等のインフラストラクチャーが整備されていない物理的側面と各地の藩王がナショナリズムを排斥していたからに他ならない。また、ガンディーの主張にインドの公用語をヒンディー語にすべきであるという点があったことから南インドでの活動の拡大にも限界があった。
もう1つの層は、ムスリム層である。ムスリム連盟を指導することとなるムハンマド・アリー・ジンナーは、合法的な独立闘争を展開することを目指したゴーカレーに師事していたこともあって、国民会議を脱退し、ムスリム連盟に参加する。1920年、セーヴル条約により、オスマン帝国の瓦解が明らかになるにつれ、ヒラーファト運動は停滞するようになった。さらに、1924年、ケマル・アタテュルクにより、トルコ共和国の設立が宣言されると、ヒラーファト運動は破綻した。ラクナウ協定から1922年までの6年間はヒンドゥーとムスリムの間は最後の蜜月の期間であったが、それぞれの大衆動員は、別個でされていたこともあり、徐々に、宗派対立がインド政界に台頭するようになった。
1921年の年末までに、ガンディーを除くほとんどの民族主義指導者が逮捕された。その数は、3000人に達した。だが、12月の国民会議アフマダーバード大会では、非暴力・非協力の運動の方針が再確認され、運動は継続された。しかし、次の年になるとガンディーが指導してきた運動は徐々に暴力性を帯びるようになった。ガンディーは、民族運動の停止を決定し、3月10日は、イギリス政府により、ガンディーは逮捕された。こうして、ヒンドゥー、ムスリム両方の反英闘争は一旦、終止符を打つこととなった。

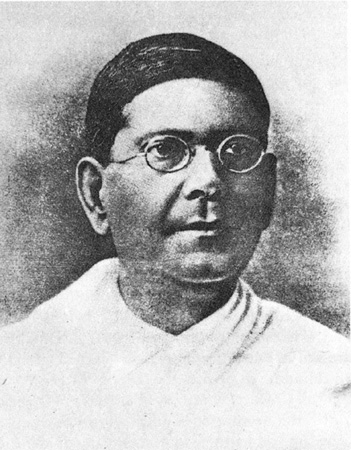
ベンガル出身の指導者C.R.ダース。

1922年、国民会議は分裂の危機に直面していた。「立法参事会に積極的に進出して、さらには立法参事会を政治闘争の舞台として利用すべきである」と考えていたジャワハルラール・ネルーやC.R.ダースのグループと、「議会政治は大衆の間での活動を軽視させ民族主義の熱を冷ます」と考えた「固守派」と呼ばれるグループの対立であった。12月、ネルーとC.R.ダースは国民会議の一派閥として、スワラージ党を結党した。
1924年に釈放されたガンディーも両派閥の仲裁に入ったが、不調に終わる。しかし、1907年の分裂のようなことを回避することは両派閥とも共有されていた。その後のネルーのスワラージ党は、1923年の選挙で101議席中42議席を獲得し、1925年3月には、中央立法会議の議長として、ヴァッラブバーイー・パテールを送り込むことに成功した。
おおよそこの時代は、インド独立運動において、高揚とその後の停滞した時代という向きが見られる。

### アーウィン総督からウィリンダン総督の時代（1926年 -1936年）
1927年、ジョン・サイモンを委員長とするサイモン委員会が発足した。1929年から、モンダギュ・チェムズファド改革の見直しをすることが決まっていたからであるが、委員会の人選をめぐって、インド人を憤慨させることとなった。というのも、委員会のメンバー全員がイギリス人で占められていたからである。
イギリスのこの不手際により、第16代副王アーウィン卿（就任期間:1926年4月3日-1931年4月18日）は、インドはカナダやオーストラリアと同様の「自治領」になるだろうと宣言したものの、インド人のサイモン委員会に対する不信感を払拭することはできず、さらに、2回目の非暴力運動の準備が始まった。
1928年には、ネルーが中心となり、「ネルー報告」がまとめられた。インドの即時独立を要求する内容はイギリス政府に受け入れられず、さらに、徐々に目立ち始めてきたヒンドゥーとムスリムの対立を露呈する結果となった。
1928年12月、国民会議派はカルカッタで大会を開き、ガンディーも大会に参加した。ガンディーは戦闘的左派をなだめるのに成功し、ネルーが父モーティーラール・ネルーに代わり、国民会議の議長に就任した。さらに、翌年のラホール大会で、国民会議は、「プールナ・スワラージ（完全独立）」を採択した。
ガンディーが指導する第2回非暴力運動の頂点は、「塩の行進」で頂点に達した。ガンディーの行進により、インド中に運動は拡大した。森林法が1927年に可決していたが、この法律は、マハーラーシュトラ、カルナータカ、中央州で次々と破られた。さらに、今までインド独立運動で大きな役割を果たしてはいなかった女性が積極的に参加したことも特徴であった。パシュトゥーン人のハーン・アブドゥル・ガッファール・ハーンは、クダーイー・キドマトガールを組織し、非暴力と独立闘争に誓いを立て、インドの東端ナガランドでは13歳のラーニー・ガイディンリューがヒロインとなり、国民会議の呼びかけに応じた。
イギリスは国民会議抜きで円卓会議を開催していたが、実効性は全く持たなかった。1931年3月、アーウィン卿はガンディーとニューデリーの総督府で面会する。その結果、ガンディー・アーウィン協定が結ばれ、非暴力運動は一旦、中止され、ガンディーはロンドンで開催される第二回英印円卓会議に参加する。しかし、イギリスはインドの独立を認めず、ガンディーは得ることもなく帰国した。帰国したインドで待っていたのは、世界恐慌の影響で不満が充満していた農村部の窮状であった。ガンディー及び国民会議は1931年12月より、小作料と地租の不払い運動を開始せざるをえなかった。

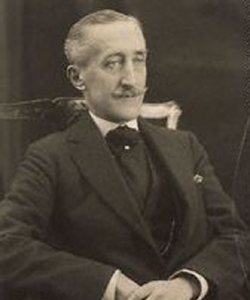
ウィリンダン卿。第2回非暴力運動を徹底的に弾圧した。

第17代副王になったウィリンダン卿（就任期間1931年4月18日-1936年4月18日）は、前任のアーウィンとの政治姿勢は全くの正反対の人物であり、徹底的な弾圧を実施した。10万人以上のサッティヤーグラハ参加者の投獄、数千人の土地・家屋、その他の財産の没収、民族主義的な新聞の検閲 が実施された。ウィリンダンの弾圧は最終的に成功を収め、民族運動は1934年には完全に終結した。
1932年11月には、再び、国民会議派抜きで第三回英印円卓会議が開催された。その結果、1935年には、インド統治法が公布された。

### リンリスゴー総督の時代（1936年 - 1943年）
第18代副王リンリスゴー侯爵（就任期間:1936年4月18日 - 1943年10月1日）の時代は、全世界をファシズムが覆う時代であった。また、独立前のインドにおいては、インド統治法に基づいて、総選挙が実施され、国民会議主導の政治が展開された時期である。一方で、社会主義思想の台頭、農民・労働者組織の成長、藩王国人民の闘争の展開、宗派主義の伸長といったこれまで以外の動きが活発化した時代でもあった。加えて、1939年より始まった第二次世界大戦が、インドの将来を方向付けた時代でもあった。
1935年のインド統治法の特色は、中央に全インド連邦を設置し、州レヴェルでは州自治の基本に基づく州政府の設立を定めた。このインド連邦構想は、イギリス領の各州と藩王国の連合として考えられたものである。しかし、連邦制構想は、藩王がこの構想に対して、情熱を失ってしまったために破綻してしまう。

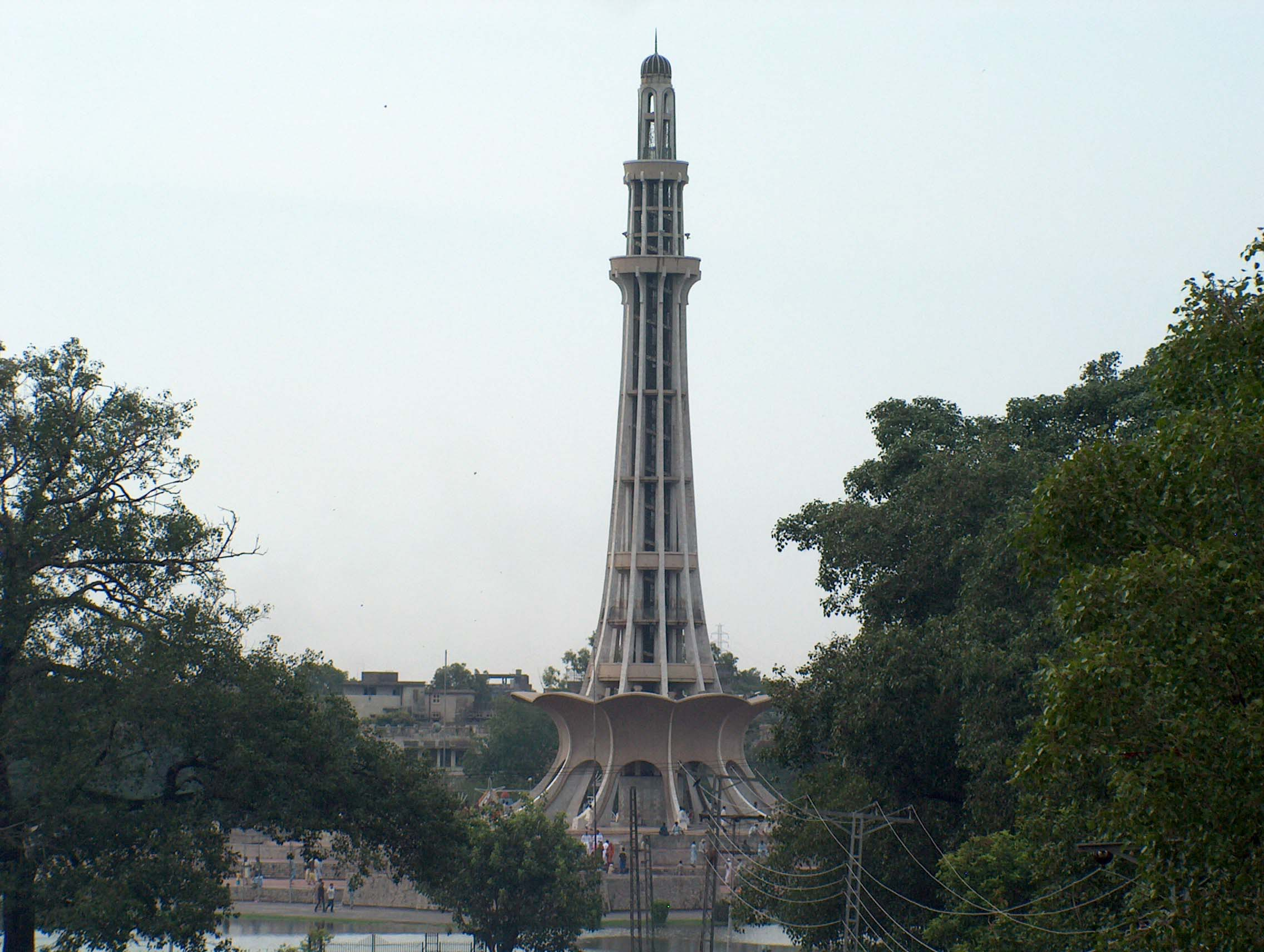
ミナーレ・パキスタン。ラホールのこの場所でラホール決議は採択された

一方、州の権限が拡大されたことにより、州政治が活発化した。国民会議派は、不十分であったこの統治法に基づく選挙に臨むことを決定し、1937年の総選挙の結果、ベンガル州（農民大衆党とムスリム連盟による連立政権）とパンジャーブ州（連合党）を除く9州で単独政権ないしは会議派が参画する連立政権が成立した。
しかし、州政権をとった国民会議は、公約のほとんどを実行することはなかった。その背景には、国民会議の支持層が商業界、知的専門的業界、裕福な農民層であったからである。とはいえ、国民会議による政権によって、市民的自由（出版や急進的組織への規制の撤廃、労働組合や農民組織の活動と発展の許容、政治犯の釈放など）の促進、あるいは、小作権に関しての規定、一部の州では、ハリジャン（不可触民）の地位改善 に取り組むこともあった。
とはいえ、国民会議は完全にムスリム層からの支持を失った。その背景には、国民会議自身が気づかない無礼あるいは鈍感にあった。ムスリム連盟は1937年総選挙では、全国のムスリムの5%程度の支持しか獲得できず、ムスリム人口が多数派の州であったとしても、第一党になることはかなわなかった。しかし、インド国民会議が徐々にヒンドゥー色を強めていく過程で、全国のムスリムは国民会議による中央政権の樹立の可能性に対して危機感を抱くようになった。

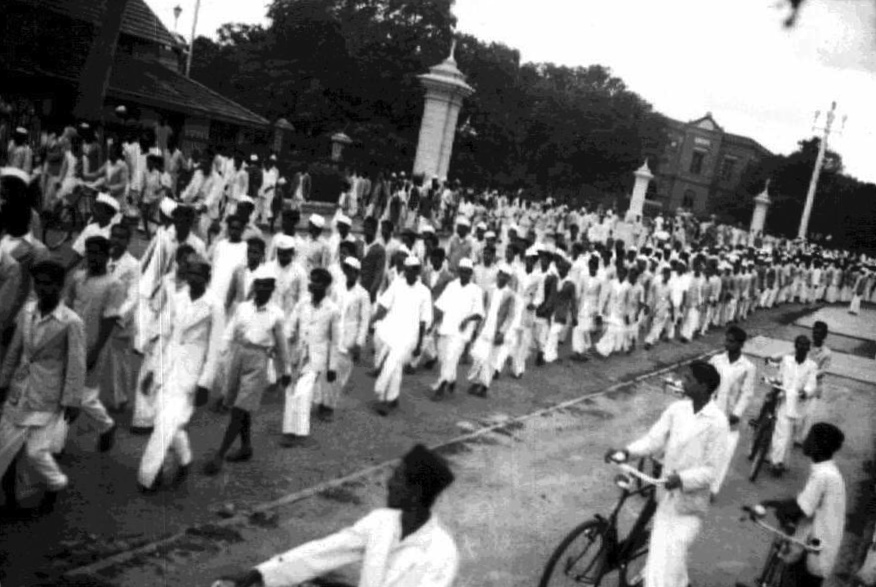
バンガロールでのクイット・インディア運動のデモ行進

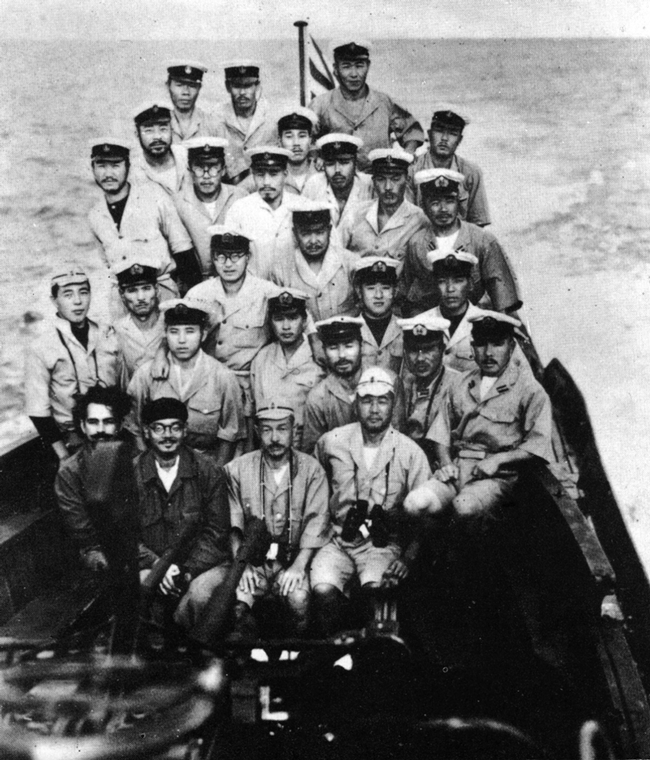
伊号第二九潜水艦の士官・下士官とスバス・チャンドラ・ボース（1943年）

その結果、1930年のムハンマド・イクバールによる連盟ラホール大会での議長演説が「パキスタン構想」として、次第に支持されるようになり、ついに、1940年のラホール大会で、ジンナーは、二民族論を含めたラホール決議を採択するにいたり、ヒンドゥーとムスリムの分裂は決定的となった。
第二次世界大戦初期、イギリスはインドを懐柔することにより戦争の協力を、インドはイギリスからできるだけ有利な条件を引き出すことを念頭においていた。しかし、ドイツ軍によるイギリス本土上陸が危惧されるなど、緊迫する戦争情勢がイギリスの大幅な妥協を用意せざるをえないようになった。1942年4月にロンドンから空路でデリーにスタッフォード・クリップスが派遣された（クリップス使節団）。しかし、首相ウィンストン・チャーチルがイギリス帝国の解体を望まないこともあり、成果を上げなかった。
さらに1941年12月にマレー半島に進軍した日本軍が、早くも1942年2月にイギリスの極東における植民地の要のシンガポールを陥落させ、さらにインド洋からイギリス海軍を放逐しインドに迫ったことで、アジアにおけるイギリスの軍事的威信は完全に失墜し、インドでも反英運動の機運が高まった。国民会議は1942年夏から反英闘争「インドから去れ運動」を展開することで、インド独立を目指した。
インドに日本軍が迫る中、イギリスはインド情勢の急変に対して、徹底的な弾圧で対処した。戦時中にもかかわらず50大隊を導入し、反乱は6週間で鎮圧された。全ての会議派のリーダーは約3年間拘束された。投獄者数は1万人以上にも及んだ。鎮圧されたとはいえ、この反乱の意義は、「民族感情が達していた深さと、人々がはぐくんだ闘争と犠牲の偉大な能力を示したという事実」であった。
なお、アジア太平洋戦線においてイギリスと対峙していた日本と、元インド国民会議の急進派の活動家で、日本に亡命していたラース・ビハーリー・ボースが、同じく日本に亡命していたA.M.ナイルや、日本軍らの協力を受けて東南アジア各地で日本軍の捕虜となったイギリス軍のインド人兵士を集めて、1942年にインド国民軍を設立した。
そして、ドイツに亡命していた元インド国民会議のスバース・チャンドラ・ボースが、1943年2月に大日本帝国海軍とドイツ海軍の協力を受けて、両国の潜水艦で日本軍の占領下のシンガポール（昭南）に移りこれを引き継ぎ、同年10月にそこで自由インド仮政府を樹立して首班となり、インパール作戦などでイギリス軍と対峙した。

### ウェーヴェル総督からマウントバッテン総督の時代（1943年 - 1947年）
第19代副王として就任した陸軍元帥ウェーヴェル卿（就任期間:1943年10月1日 - 1947年2月21日）は、ドイツの降伏でヨーロッパにおける戦争が終結し、日本軍もアジア太平洋戦線で敗退を続け、日本軍の侵攻によるインド喪失の危機が無くなった1945年6月、インド帝国の夏の首都シムラーに、ガンディー、ジンナー、刑務所から釈放されたばかりの国民会議派のリーダーを招集した（シムラー会談）。
シムラー会談において、イギリスは戦争に協力したムスリム側の主張を大きく認めていたが、ジンナーの「ムスリム側の代表はムスリム連盟のみに限定されなければならない」という主張のために、会談は決裂した。ウェーヴェルもムスリム連盟の戦争協力を評価していたこともあり、この決裂を容認した。
第二次世界大戦が終結した翌年の1946年になると、イギリスはインド統治の放棄の姿勢を見せるようになった。背景には、
1. イギリスが超大国の座から既に転落していたこと。
2. イギリスの経済力、軍事力の破綻。
3. イギリスは、インド人官僚、軍人からの忠誠を獲得できる見込みが小さくなってきたこと。
4. インド民衆の自信

が挙げられる。
特に、第3点は重要であり、インド国民軍参加者への裁判の巨大な大衆デモの動員、1946年2月のボンベイで起きたインド海軍の反乱 であった。
こうした中、1945年から1946年の冬、総選挙が実施された。この際の総選挙は分割選挙（ヒンドゥーとムスリムそれぞれが留保議席を保有する）であったが、国民会議とムスリム連盟の一騎討ちの様相を示した。国民会議は非ムスリム議席の90%を確保と8つの州で政権を掌握することに成功した。一方、ムスリム連盟も中央議会のムスリム留保議席30を独占し、地方議会のムスリム留保議席500のうち442を獲得することに成功した。
国民会議と連盟の間の、いかなる妥協も見出せない状況を打開するために、イギリスは、1946年3月、閣僚使節団を派遣し、複雑な三層構造の連邦制案を提示した。東西のムスリム多数州（現在のパキスタン、バングラデシュの領域）とヒンドゥーが多数を構成する中央部・南部（ヒンドゥスターン）にインドを分割し、それぞれの州に大幅な自治権を付与する案に対して、ジンナーは、賛意を表明した。しかし、中央集権国家を目指した国民会議は、イギリスの案を一蹴した。ネルーによる7月10日の演説でその内容が明らかとなり、それぞれの州がヒンドゥー、ムスリムどちらの州に所属するかは自由に判断できるようにすべきであるという内容は、ジンナーの「パキスタン構想」を打ち砕くものであった。

## 帝国の解体

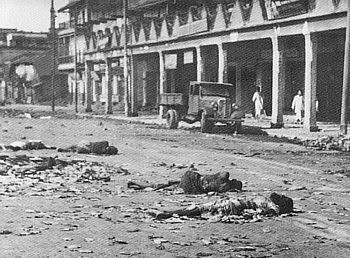
カルカッタの虐殺。直接行動の日から生み出された悲劇である。

ジンナーは閉塞した状況を打開するために、8月16日に直接行動の日を定めた。ジンナーは、直接行動の日において、ムスリム側は、「どんな様式、形態においても直接的な暴力行為に訴えるための日であってはならない」と考えていたが、実際に生み出されたのは、カルカッタ市内では4000人を超える市民が殺害され、ビハール州では約7000人のムスリムが殺害され、ベンガルのノアカリ地方では数千人のヒンドゥーが殺害されるという悲劇 のみであった。ノアカリ地方にいたっては、ガンディーが直接仲裁に行って、初めて、悲劇の収拾がなされた。
最後の副王として、1947年、ルイス・マウントバッテンが就任した。その前年、国民会議主導による中間政府の設立が宣告された。パンジャーブ州の東西分割問題、東ベンガル、バローチスターン、シンド、北西辺境州の各州がインドと新設されるパキスタンのどちらに帰属するかで議論が展開された が、6月3日、2つに分割した形での独立が正式に発表された。藩王国のほとんどは、内務大臣ヴァッラブバーイー・パテール（サルダール・パテール）の手腕により、インドへ帰属することとなった。
1947年8月15日、デリーの赤い城におけるネルーの独立宣言をもって、インドは独立を達成した。また、同日、パキスタンも独立を宣言し（インド・パキスタン分離独立）、インド帝国は解体された。インドはしばらくの間イギリス連邦内の立憲君主制国家であったが、1950年に共和制が採択され、総督ポストも廃止された。

## 年表
- 1858年：インド帝国成立。
- 1877年：イギリスのヴィクトリア女王がインド皇帝を兼任。
- 1885年：インド国民会議創立。
- 1886年 : ビルマを編入。
- 1905年：ベンガル分割令発表。
- 1906年：インド国民会議カルカッタ大会においてカルカッタ大会4大綱領が採択される。この動きに反発したイギリスは独立運動の宗教的分断を図つため、親英的組織として全インド・ムスリム連盟を発足させる。
- 1914~18年：第一次世界大戦中、イギリスはインドに自治権を約束し、インド人の戦争協力を引き出す。
- 1919年：ローラット法制定。インド統治法を制定。
- 1920年：国際連盟に加盟（原加盟国）[38]。
- 1925年：インド共産党結成。
- 1929年：インド国民会議ラホール大会においてプールナ・スワラージ（完全な独立）の方針を決定。
- 1930年：マハトマ・ガンディーが塩の行進を始める。
- 1935年：新インド統治法制定。
- 1939~45年：第二次世界大戦。
- 1937年 : ビルマ州を分離。
- 1945年：国際連合に加盟（原加盟国）[39]。
- 1947年8月15日：インド連邦とパキスタンが分離独立。
- 1950年：インドの共和制施行。

## 経済

### イギリスを支えるインドの富
当時のインド経済は、イギリス東インド会社時代から引き続き、「富の流失」に直面していた。インド政庁は毎年、イギリス本国に対して莫大な経費を支払っており、インドで生み出された富がインドに投資されるという環境ではなかった。インドから流失した富は、イギリスに対してポンドで行われ、インドが銀本位制を採用していたこともあり、19世紀末の銀価格の下落は、結果的にインドによるイギリスへの支払額を増大させることとなった。イギリスは常に、インドに対して輸出超過の状態を創出することにより、その貿易黒字でもって、インド以外の貿易で生まれた赤字を補填する形を採っていた。

### 頻繁に発生した飢饉
少なくとも、帝国時代の農業生産力は、著しく低下していたと考えられる。その背景には、イギリスによる経済的搾取のみならず、在来の産業が衰退しながらも、これに代わる産業が発展することがなかったこと、農業の停滞を導いた農村の構造、農民への様々な階層からによる搾取が挙げられる。このような搾取構造により、農民層が農産物を獲得する手段を持っていなかったことが、飢饉をより深刻なものとした。
代表的なものでは、地方レヴェルで発生した飢饉としては、1866年に発生したオリッサ飢饉、1869年のラージプーターナー飢饉、1873年に発生したビハール飢饉が有名であり、全国的な飢饉としては、3回のインド大飢饉（1876–78 (英語版)、1896–1897 (英語版)、1899–1900 (英語版)）が挙げられる。1854年から1901年の間でのインド国内の死亡数は、28,825,000人に上るという推計 があり、さらに、第二次世界大戦中のベンガル飢饉では300万人が命を落とした。

### 植民地経済の形成
19世紀の後半にはインド経済は世界経済の一角に完全に組み込まれた。しかし、主な産品は、綿、インディゴ、ジュート、コメ、採油用種子、茶といった一次産品が多く、これらの輸出用作物の国際価格の変動は大きかった。綿は、南北戦争をはさむ前後20年間に価格が3倍に上がったが、1900年までには1/9まで下落した。インディゴは合成染料に代用されるようになり輸出産品としての価値を失い、インド経済を支える一次産品はジュートと茶であった。
この時代のインド経済は輸出産品を生産する農業に大きく依存しており、工業転換はほとんど進まなかった。また、商品作物の生産のために、彼らが口にする穀物類は輸入に頼らざるを得なかった。穀物の生産を伸ばすことができたのはインダス川の灌漑が成功したパンジャーブ地方であった。パンジャーブ地方では、小麦、サトウキビ、トウモロコシの生産が伸び、海外向けのみならず、国内向けにも生産するようになった。

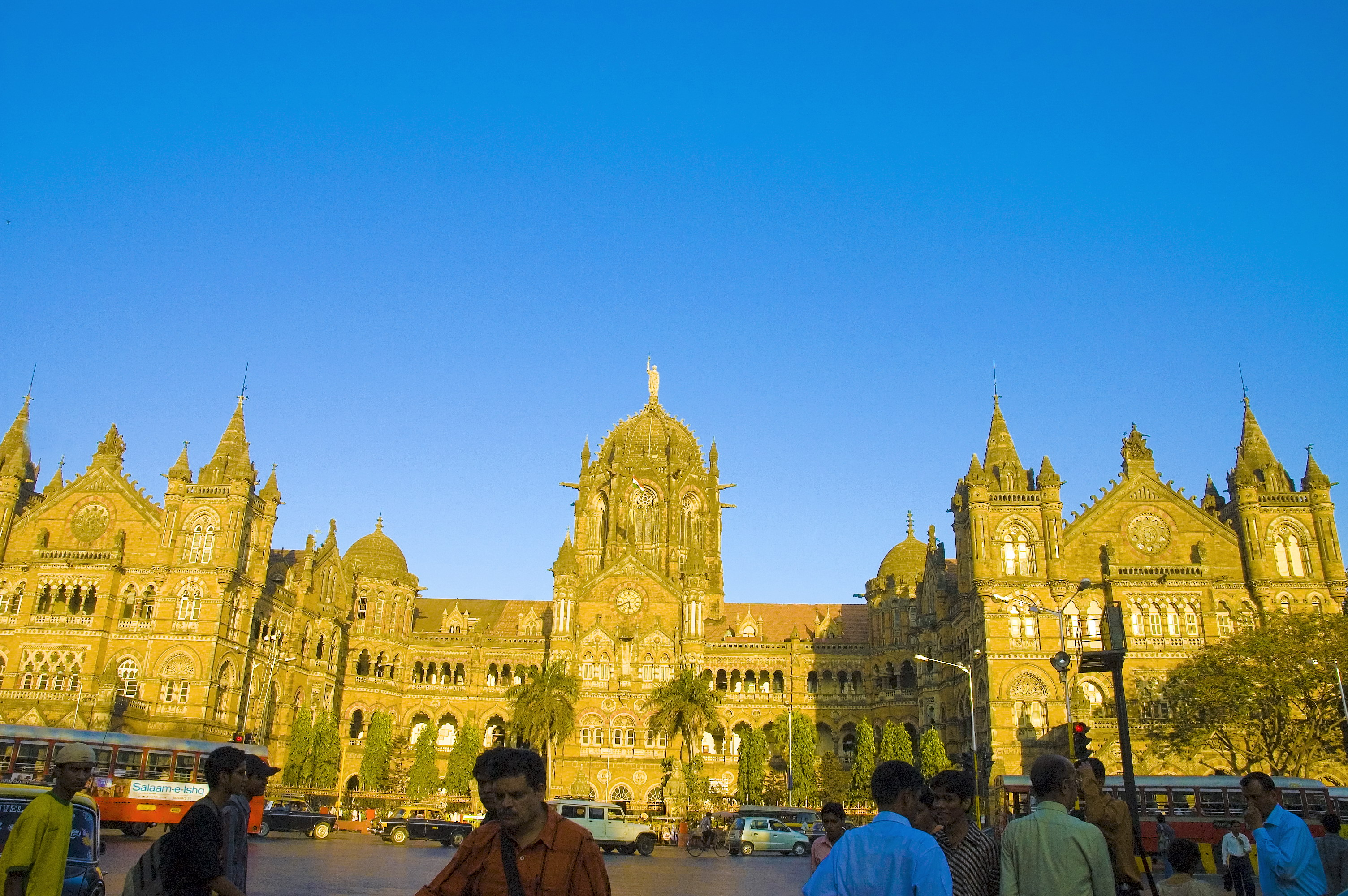
ヴィクトリア・ターミナス駅（ムンバイ）

イギリス東インド会社時代から続いていた鉄道の建設は引き続きインド国内で実施された。19世紀末におけるインドの鉄道総延長距離は世界で第5位になっており、商品作物の生産地と輸出港を結んだ。1887年に建設されたヴィクトリア・ターミナス駅（現名称チャトラパティ・シヴァージー・ターミナス駅）がロンドン、メルボルンのヴィクトリア駅と同様の建築様式で建設されたことは、当時のインドがイギリス帝国の中心であったことの証である。加えて、インドにおける鉄道網の整備によって、徐々にではあるが工業化の媒介となった。ゾロアスター教徒（パールシー）であったジャムシェトジー・タタは、1877年にナーグプルに紡績工場を建設し、その後、ムンバイやアフマダーバードにも紡績工場を建設した。また、1907年にはビハールに、タタ・スチールを創業し、現在のタタ・グループの原型が形成されたのもこの時代である。同様に、ラージャスターンのマールワールで商業活動を展開していたビルラ家も第一次世界大戦中に繊維工業、鉄鋼業に進出し成功を収めていった。
イギリス領インド帝国は「イギリス国王の王冠にはめ込まれた最大の宝石」とも表現された。1900年、カーゾン提督は、以下のように述べることでインドの重要性を訴えた。
"我々は、インド以外の全ての植民地を失っても生き延びることができるだろう。しかし、インドを失えば、我々の太陽は没するであろう"

### 印僑の登場
インドからイギリスのインド以外への植民地に労働力人口が移動したのもこの時代である。彼らのことを印僑と呼ぶ。イギリスの植民地の中で、特に熱帯地域へ人口の移動が促進された。移住先として選ばれたのは、サトウキビ生産が活発だった西インド諸島（ジャマイカやトリニダード島）、錫生産や天然ゴムのプランテーションが発達したイギリス領マラヤ、あるいはケニアやザンジバルといった東アフリカ、南アフリカやモーリシャスといったインド洋沿岸地域、フィジーなどの太平洋地域にも人口の移動が促進された。
その中で、東アフリカ貿易ルートで活躍したイスマーイール派のアーガー・ハーン一族やビルマとセイロン島で商業作物の開発に投資したナットゥコッタイ・チェッティヤールのように商業活動で成功した人々も登場した。また、移住先でのインド人が人種差別で苦境に立たされていることを世論に喚起したマハトマ・ガンディーが登場した。
インド人の移動は、何も植民地に限定されていたわけではない。イギリス本国に留学しそのまま、現地にとどまった者も多い。ロンドンで弁護士業を開業し、その後、帰国した人物の中では、後のパキスタン建国の父であるムハンマド・アリー・ジンナーがいる。

### 南インドの経済の動向
北インドにおける手工業による綿織物産業は、イギリス東インド会社時代に崩壊し、その後、タタ一族などにより、工場制機械工業による紡績工業が勃興した。一方、南インドの手工業による手織業は、イギリスとの競争に巻き込まれることはなかったが、北インドの産業構造の転換により、ボンベイやアフマダーバードとの競争を余儀なくされた。その理由は北インドの綿織物工業の市場であったのは中国であったが、そこから駆逐されたことが理由である。
そのため、南インドの手織業は、
1. 上級階層向けの高級織物、この織物には金糸が使用された。
2. 国内外の下層向けである廉価品で儀式などにも利用できるもの。これらには、人絹糸を使用した。
3. 海外市場向けの色物

などに生産の中心を移した。そのことにより、1920年以降の南インドの手織業に従事する人口は、マドラス州において、38万人前後（1911年）から30万人前後（1921年）を経て、49万人（1931年）と発展を遂げた。南インドの手織物業が生き残ったのは、当時の南インド社会において、需要面での大きな変化、被差別カーストを含む下層階層の衣服着用の増大や人絹サリーへの需要の増大が挙げられる。
第一次世界大戦以降、南インドの工場制機械工業による紡績業が勃興する。その中心は、アーンドラ地方やそれを含むタミル地域（タミル、カルナータカ）であった。

## 社会運動
帝国時代は、様々な社会改革、宗教改革が展開した時代であった。その背景には、この時代のインドでは、人々が今まで知ることのなかった新しい市場、情報システム、ネットワークが形成されたこと、民族主義的感情の成長、従来のカースト制度にとらわれない資本家層の台頭、近代教育の普及と西欧思想・文化の紹介、それらに伴うインドの後進性と衰退を意識せざるをえなくなったこと がある。

### ヒンドゥーの宗教改革
インドにおいて、最初の社会改革の運動はブラフモ・サマージである。ラーム・モーハン・ローイ（1774年-1833年）以来の伝統は、デベーンドラナート・タゴール（1817年-1905年）、ケショブ・チャンドロ・シェン（1838年-1884年）に受け継がれた。ブラフモ・サマージは、ヒンドゥーから悪弊を除去し、唯一神の信仰とヴェーダ、ウパニシャッド哲学の教えを根付かせることで、ヒンドゥーの改革に取り組んだ。
ベンガル地方におけるヒンドゥーの宗教改革がブラフモ・サマージであるならば、マハーラーシュトラにおけるそれは、1840年に創設された神聖協会（バラマハンサ・マンダリー）である。ゴーパール・ハリ・デーシュムク（1823年-1892年）は、マラーティー語で執筆し、合理主義の立場から、ヒンドゥーの正統主義を批判した。その後、デーシュムクは、祈祷協会（プラールトナー・サマージ）を創設し、伝統的なカースト制度と祭官の支配からの宗教を開放する試みが展開された。
マハーラーシュトラでは、ゴーパール・ガネーシュ・アーガルガル（1856年-1895年）というインド近代史上でもっとも偉大な合理主義活動者も活動しており、彼もまた、人間の理性の力を信奉すると同時に、伝統への盲従を批判した。
南インドにもヒンドゥーの宗教改革が広がった。その中心はテルグ語地域の改革者ヴィーレーサリンガムの努力があった。

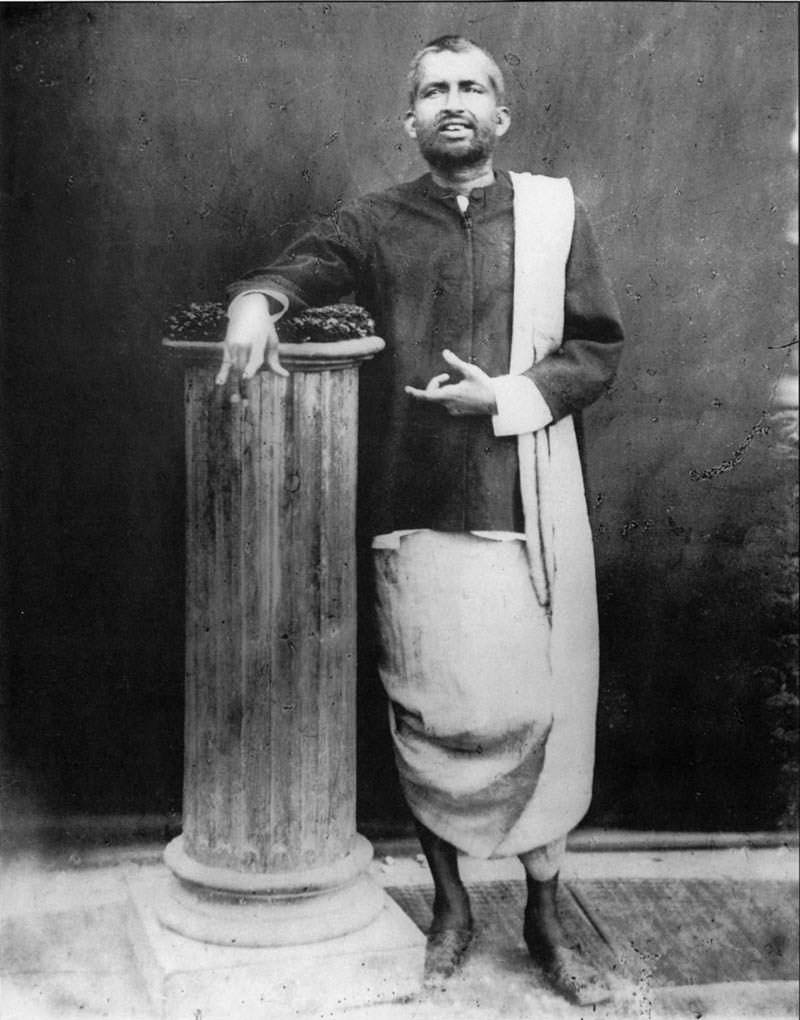
ラーマクリシュナ。1881年

ラーマクリシュナ（1834年-1886年）とその弟子であるヴィヴェーカーナンダ（1863年-1902年）の登場もまた、従来のヒンドゥーにより閉塞していたインド社会に対しての批判が展開された。ヴィヴェーカーナンダは、また、ラーマクリシュナ・ミッションを創設することにより、学校、病院、診療所、孤児院、図書館といった社会奉仕活動を展開した。

### ムスリムの宗教改革

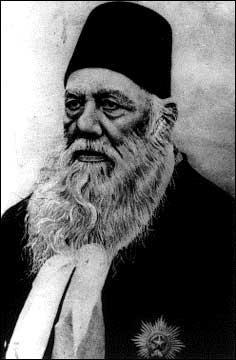
サイイド・アフマド・ハーン。アリーガル運動の指導者

イスラーム側の宗教改革はヒンドゥーに比べると遅かった。その端緒は、1857年のインド大反乱以降の時代であるとされる。1863年に、カルカッタで創設されたムハメダン文芸協会がその第一歩である。
インドで展開されたイスラーム側の宗教改革で重要なものの1つがアリーガル派による運動である。指導者サイイド・アフマド・ハーン（1817年-1898年）は、「ムスリムの宗教と社会生活は、近代西欧の科学知識と文化を吸収することによってのみ向上できる」と考えていたため、近代教育の促進に取り組んだ。1875年にはアリーガル・ムスリム大学が創設された。この大学では、後に北西辺境州で民族運動を指導したハーン・アブドゥル・ガッファール・ハーン、第3代インド・副大統領であるザキール・フサイン、パキスタン建国において指導的な立場となったリヤーカト・アリー・ハーンといった指導者がここを卒業した。アリーガル大学は、全てのインド人に門戸が開かれていたため、ヒンドゥー、パールスィー、キリスト教徒も資金援助をした。
西洋的な近代運動を展開したのが、アリーガル派の運動であるならば、伝統への回帰を進めたのがデオバンド派の運動である。1868年にデーオバンドで、神学校が創設された。ウルドゥー語を散文の公式後として教え、寄付を訴え、出版、年間行事を通して、広い地域で支持者を獲得していった。

### 少数派の宗教改革

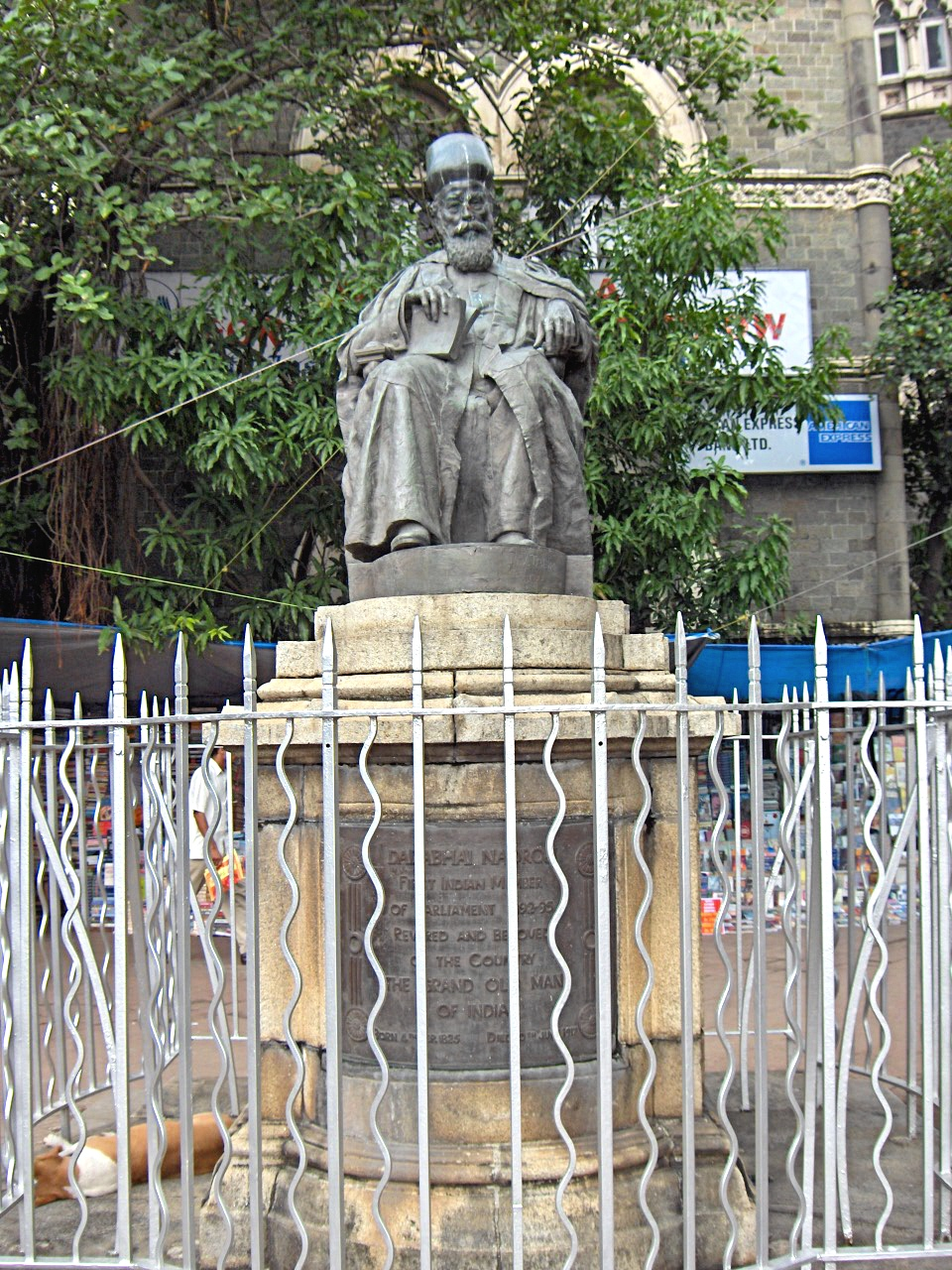
ムンバイのダーダーバーイー・ナオロージー像

ヒンドゥー、ムスリムのみならず、パールスィーやシク教、仏教においても宗教改革が実施された。インド最大のパールスィーのコミュニティがあるボンベイでは、ダーダーバーイー・ナオロージー（1825年-1917年）などにより、ゾロアスター教徒改革者協会（ラーフナマーイ・マズダヤスナン・サバー）が創設され、保守化したゾロアスター教正統主義に対しての議論を巻き起こした。
シク教の宗教改革は、19世紀末のカールサー・カレッジ創設を端緒とする。創設の中心には、パンジャーブ地方のマハラジャであるジャガトジート・シングの尽力があった。とはいえ、シク教の宗教改革が本格化したのは、1920年代のアカーリー運動を待つ必要があった。アカーリー運動において、シク教は、腐敗した僧正の放逐に成功していった。
仏教徒が国民の多くを占めるセイロンでは、古代賛美の復古主義的傾向と仏教の危機を救えという宗教的情熱が高揚した。その結果、アナガーリカ・ダルマパーラ（1864年-1933年）が中心となって、草の根的な禁酒運動が展開された。

## 女性運動
植民地化以前のインドにおいて、女性の地位は、従属されたものであった。それは、ヒンドゥーのみではない。ヒンドゥーにおいてはサティーの慣習、幼児婚、女性は男性とは異なり、生涯で1回のみしか結婚ができないこと、相続権がなかったことが挙げられる。イスラームにおいても、一夫多妻制、相続権は女性に関しては、男性の半分しかなかったことが挙げられる。加えて、女性は、教育を受ける権利を保有していなかった。
そのような中、インドでも社会改革者が登場することとなり、数多くの改革協会、宗教組織が、女性のための教育の普及、寡婦の再婚を認めるための活動及び彼女たちの生活条件の改善、幼児婚の抑制、一夫一婦制の実施、女性の社会進出を進めるようになった。パンディター・ラーマバーイーのように、ボンベイ、プーナに寡婦のための学習塾を設立した女性も登場した。
女性解放運動は、20世紀になると独立運動と合流し大きな運動となる。独立運動に参加した著名な女性では、サロージニー・ナーイドゥーであり、彼女は、1925年には国民会議の議長を務めた。

## カースト制度に対する闘争
イギリスによるインド支配は、従来のインドに残っていたカースト制度を根本的から覆した。その背景には、近代産業や鉄道、バスがインド国内に導入されたこと、加えて、都市化の進展により、異なるカースト間同士の接触を回避することが困難になったことが挙げられる。また、伝統的産業以外の産業が勃興したこと、加えて、医者や軍人といった機会を奪われることを高カーストのものは嫌った。
さらに、イギリスは「法の下の平等」を植民地政策で推進したこと、教育制度の開放がカースト制度を破壊することとなった。
以上のような背景から、ブラフモ・サマージ、ラーマクリシュナ・ミッションといった当時のインドの改革主義者はカースト制度に対して、反対運動を展開していった。19世紀後半に活躍した活動家としては、マハーラシュトラのジョーティバー・ラーオ・プレーがいる。彼は、低カーストの解放には近代教育を普及させることが最高の武器となると信じて運動を指導した。
女性解放運動と同様に、カーストに対する闘争は、民族運動に合流することで、強大な勢力を持つこととなった。ビームラーオ・アンベードカルは、インド独立期に活躍した政治家であり、彼は、全インド被抑圧所階級協会（バヒシュクリット・ヒタカーリニー・サバー）の創設に尽力した。

## 文化

### 文学
ムガル帝国の宮廷で用いられたのは、ペルシャ語であったが、帝国の衰退に伴い、各地方で、様々な文学が花開いた。ウルドゥー語やベンガル語、シンド語などがその代表例として挙げられる。また、南インドでは、イギリス東インド会社時代以来からのタミル古語を探す動きが続き、タミル文学が構成されていった。

#### ウルドゥー文学
ウルドゥー語は、トルコ語で「軍営」を意味する言葉であるが、その名の通り、ムガル帝国の宮廷そばにあるシャージャーハーナバードで発達し、アラビア語、ペルシャ語、トルコ語の語彙を包括した北インドの言語である。とはいえ、19世紀半ば以降のウルドゥー文学の中心地はデリーからラホールへと移った。1860年以降、パンジャーブ地方での出版量が増大し、パンジャーブの民話やシク教に関する書籍、1万部を越える教科書が発行されるようになった。また、ラホールでは大学が8校設立されたことも、ラホールをウルドゥー文学の中心地として発展させる要因となった。
20世紀に入ると、『宝庫』や女性向けの『女性文化』、子供向けの『花』といった文芸誌、雑誌がラホールで発行されるようになった。ウルドゥー文学が花開く中で登場したのが、後にパキスタン建国の詩人ムハンマド・イクバールやサアーダト・ハサン・マントー、チュグターイー、グラーム・アッバース、クリシャン・チャンダルといった人々たちであった。

#### ベンガーリー文学

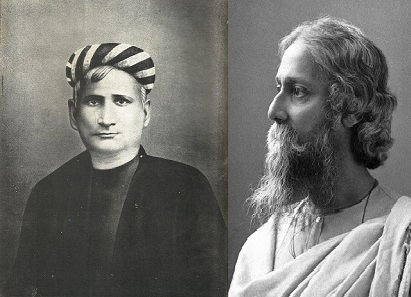
ボンキムとタゴール

インド大反乱（1858年）の後のベンガル地方では、都市の知識人層を中心にインドの古典文化や歴史に関心がもたれ（ベンガル・ルネサンス）、特に1860年代から1870年代にプラーナ神話やインドの歴史に題材をとった長編の叙事詩が制作された。ベンガルには英領インドの首府カルカッタがあったため、文学に表出されたベンガル・ナショナリズムと全インド・ナショナリズムの差異は明示的でない場合がある。当時の代表的な叙事詩作家としてはボンキム・チョンドロ・チョットパッダエがいる。1880年代以降、独立まで、ベンガル文学の主流は叙事詩から抒情詩に移った。この時代の詩人の中でも、ラビンドラナート・タゴールとカジ・ノズルル・イスラムはベンガル語圏で多大な影響力を持った。タゴールはアジア人で初めてノーベル文学賞を受賞して世界的にも高い知名度を得ることとなった。タゴールの歌（ロビンドロ・ションギート）と、ノズルルの歌（ノズルル・ギーティ）は、21世紀前半の現在でもベンガルの二大歌謡である。

#### スィンディー文学
1843年にイギリス領に組み込まれたシンド地方もまた、17世紀から18世紀にかけて、スィンディー文学の黄金期を迎えた経験を持っていた。とはいえ、この時代のシンド語は、決まった文字体系を持っていない。近代言語としての発達が見られるようになったのは、イギリス領に組み込まれてからである。
イギリスはシンド地方においても英語教育の徹底を図ったが、地元住民の大きな抵抗にあい、イギリス人のほうがシンド語を勉強しなければならないという状況になった。そのため、イギリス人によるシンド語研究が進み、1853年にはアラビア文字を採用した正書法が確立した。

#### タミル文学
イギリス東インド会社は、インドの支配を確立するために、現地諸語の研究を行ってきた。初代ベンガル総督であるウォーレン・ヘースティングズ以来の研究の伝統と宣教師によるキリスト教布教が結果として、在地インド人に自らの言語へと古典の関心を喚起するのに十分であった。その結果、1842年には、『トルハーッピヤム』と呼ばれる最初のタミル語古典が出版されるにいたった。
その伝統が引き継がれ、タミル語は、インド・ヨーロッパ語族とは異なる語族であるという研究結果が導かれると同時に、タミル人の非バラモンによる上級カーストへの闘争が展開されるようになった。また、カールキー・クリシュナムルティなどのタミル語小説を書く小説家も登場することとなった。

#### テルグ文学
ヒンディー語を中心とするインド・ヨーロッパ語族圏に属する北インド、あるいは、ドラヴィダ語族圏に属する南インドと異なり、現在のアーンドラ・プラデーシュ州は、両方の文化の影響を受けてきた。